# Grani antichi siciliani
I grani antichi siciliani o varietà locali di grani siciliani sono una serie di 52 varietà di grani duri e non, che si afferma siano autoctoni della Sicilia, delle 291 presenti in Italia nel 1927.
Il 31 marzo 2018 nella Gazzetta ufficiale con Decreto ministeriale sono state pubblicate le 16 varietà da conservazione di specie agrarie di grani al relativo registro nazionale; indicandone «la zona di origine, la zona di produzione delle sementi, la superficie destinata alla coltivazione e, considerato l’investimento unitario tipico della zona di coltivazione, e i limiti quantitativi per produzione annuale delle sementi per ciascun responsabile del mantenimento in purezza».
L'Italia ha un ruolo significativo nella produzione di grano duro in Europa, soprattutto grazie all'importanza economica dell'industria della pasta, che ha stimolato l'intenso lavoro di miglioramento genetico sin dall'inizio del XX secolo. 
In particolare, la Sicilia, dove la semola di grano duro è utilizzata anche per la produzione di pane, è la seconda regione italiana per produzione di questo cereale, con quasi 264.000 ettari coltivati e oltre 682.000 tonnellate di grano prodotte, secondo i dati ISTAT del 2022.

## Storia
Questa vasta gamma di variabilità genetica disponibile in Sicilia è stata descritta in dettaglio da Ugo De Cillis, sebbene le descrizioni di alcune varietà antiche possano essere già trovate nelle pubblicazioni del 17 ° secolo.»
(Fiore, M.C., et al., Elucidating the Genetic Relationships on the Original Old Sicilian Triticum Spp. Collection by SNP Genotyping. Int. J. Mol. Sci. 2022, 23, 13378.)
Anticamente la Sicilia ebbe ruolo di “granaio di Roma”, che fu prerogativa dell’isola dopo la conquista romana, fino a quando questo fu assunto dall’Egitto, con la sua conquista nel 31 a.C.. Celebre è il detto di Catone il Censore (234-149 a.C.), secondo cui la Sicilia era «il granaio della repubblica, la nutrice al cui seno il popolo romano si è nutrito».
Il termine antico è usato impropriamente, avendo più una connotazione commerciale che non reale; le varietà cosiddette antiche, infatti, sono semplicemente grani che erano diffusi in un tempo non necessariamente remoto, e che oggi non lo sono più.
Nei primi studi ad opera di Prestianni (1926) riuscì ad elencare 52 varietà, ma successivamente Emanuele de Cillis (1942) riconobbe 45 varietà, quindi già nel 1942 alcune varietà si erano perse per sempre. 
Nel 1973 sono state descritte da Perrino le caratteristiche morfologiche di 32 cultivar principali suddivise in 17 varienti botaniche presenti sul territorio siciliano, registrando 36 caratteri morfologici della spiga.
I grani antichi siciliani sono per la gran parte scomparsi perché poco adatti a una coltivazione intensiva con processi meccanizzati e con largo impiego di fertilizzanti. Inoltre, hanno rese per ettaro più basse rispetto alle più diffuse coltivazioni di frumento odierne.

Evoluzione varietale dell'altezza

Oltre a questo, ha contribuito a frenare l'uso di semi di varietà autoctone l'adozione da parte di 50 paesi europei dell'UPOV 91 (International union for the protection of new variety of plant) e successivamente del TIPS (Trade-related aspects of intellectual property rights) dell'OMC (Organizzazione mondiale per il Commercio, altrimenti nota come WTO). Infatti, questo accordo internazionale, salvaguardando la proprietà intellettuale delle società semenziere, richiede una serie di analisi e documentazioni per permettere la vendita e lo scambio di varietà autoctone, per dimostrarne la genuina origine.
Va però sottolineato come l'agricoltura contadina tenda a resistere a queste imposizioni e resista la tradizione di riutilizzare come semente - quando le specie lo permettono - una parte dei grani prodotti, preservando così la capacità individuale di selezionare con il tempo il seme più adatto alle proprie condizioni produttive senza dipendere da una fonte esterna.
In Sicilia, che vantava 52 varietà di grano coltivate, nel 2009, il 50% della produzione di circa 10 milioni di quintali è stata ottenuta da una sola varietà.

## Varietà
In Sicilia per la grande varietà di condizioni climatiche e microclimatiche del territorio, così anche per le diverse condizioni pedologiche e altimetriche, nei secoli sono state selezionate:

### Grani antichi
- Biancolilla§
- Biancuccia§
- Bidì§
- Bufala§
- Casedda§ (tenero)
- Castiglione§
- Cuccitta§ (tenero)
- Farro Lungo§
- Francesa§
- Gigante§
- Giustalisa§
- Grano Monococco§
- Inglesa§
- Maiorca§ (tenero)
- Maiorca di Pollina§ (tenero)
- Maiorcone§ (tenero)
- Martinella§

- Mantu di Maria variante fenotipica del Ruscia§
- Monococco§ (farro)
- Palmentella§
- Paola§
- Perciasacchi§
- Realforte§
- Regina§
- Robba janca§
- Romano§ (tenero)
- Russello§
- Sambocara§
- Scavuzza§
- Strazzavisazzi§ o Farru o Farrone o Gnolu (ME) o Perciasacchi o Perciavisazzi o Vittorio Emanuele.
- Timilia§ o Tumminia o Triminia
- Tripolino o Realforte§
- Urria§

§= grano antico

### Altre varietà storiche
- Amedeo
- Appulo
- Arcangelo
- Bronte
- Cannizzo
- Ciccia
- Colosseo
- Creso
- Duilio
- Gentil Rosso
- Iride
- Latino
- Margherito
- Mongibello
- Norba

- Pietrafitta
- Quadrato
- Radioso
- Rieti
- Ruscia
- Rusticano
- Sammartinara
- Sant'Agata
- Saragolla
- Simeto
- Scorzonera
- Senatore Cappelli o Cappelli
- Tresor
- Vendetta
- Verna

## Aree orografiche e varietà
Una classificazione secondo le aree orografiche è questa:
| Montagna                                                                                         | Alta Collina                                                                                    | Collina | Pianura Centro e Nord insulare                                        | Pianura Sud Insulare                                              |
| ------------------------------------------------------------------------------------------------ | ----------------------------------------------------------------------------------------------- | --- | --------------------------------------------------------------------- | ----------------------------------------------------------------- |
| - Ciciredda - Paola - Bufala Rossa Lunga - Bufala Nera Corta - Bufala Nera Lunga - Bufala Bianca | - Francesone - Sammartinara - Margherito - Farro Lungo - Priziusa - Bivona - Maiorca - Cuccitta | - Francesa - Regina - Biancuccia - Chiattulidda - Trentino - Timilia - Giustalisa - Martinella - Semenzella - Castiglione - Gioia - Lina - Vallelunga - Romano - Maiorcone - Gigante | - Margherito - Girgentana - Inglesa - Scavuzza - Cotrone - Scorsonera | - Tripolino - Urria - Ruscia - Pavone - Manto di Maria - Tunisina |

## Aree geografiche e varietà
| Area geografica n. varieta censite | Varietà |
| ---------------------------------- | --- |
| Valli trapanesi n. 12              | Biancolilla,1 Biancuccia,2,3 Cotrone,2 Gigante,2 Giustalisa,2 Margherito/Bidi,2 Russello,2 Scavuzza,2; Timilia,1,2,3 Trentino,3, Tripolino,2 Tunisina,2 |
| Sicani e Madonie n. 22             | Biancolilla,1 Biancuccia,2 Bufala bianca, rossa e nera corta e lunga,2 Farro lungo,2 Gioia,2; Girgentana,2 Maiorca,2 Maiorcone,2 Margherito/Bidi,2 Niuru,4 Paola,2 Realforte,1,2 Realforte,2 Sammartinara,1,2,3 Scavuzza,2,3 Tangarò,3 Tripolino,2 Timilia,1,2,3 Vallelunga,3 |
| Caronie e Nebrodi n. 12            | Bidì,3 Bufala,3 Capeiti,3 Castiglione,3 Ciciredda/"ntrizzu,3; Grifone, Farro lungo o Perciasacchi3 Realfore,1 Realforte,3 Russia,3 Sammaritano,1 Timilia,1,3 |
| Pelorotinani n. 21                 | Castiglione glabro e pubescente,2 Chiattulidda,2 Ciciredda,2 Cuccitta,1,2 Farro lungo,2 Francesone,2 Maiorca,2 Maiorcone,2 Paola,2 Bufala rossa e nera, Realforte,2 Ruscia,2 Russello,2 Sammartinara,2; Semenzello,2 Sgango o Tinta,3 Timilia,1,2,3 Trentina,2 Tripolino,2 |
| Valle del Belice n. 26             | Barbanera,3 Biancuccia,2 Bivona,2 Cannara,4; Capeiti,3 Castiglione Glabra,2 Chiattulilla,2,3 Francesa,3 Gigante,1,2,3 Gioia,2 Girgentana,2 Giustalisa,2 Grifone,3 Lina,2 Maiorca,2 Maiorcone,2 Pavone,2 Realforte,2,3 Regina,2 Russello,2 Sammartinara,2 Timilia,1,2,3 Tiradritto,3 Trentina,2 Tripolino,2 Vallelunga,3                                                                                          |
| Collina interna n. 32              | Biancolilla,1 Sammartinara,2 Francesa,2 Timilia,1,2 Chiattulidda,2 Trentina,2,3 Biancuccia,2 Realforte,2,3 Martinella,2 Farro lungo,2 Russello,2 Ruscia,2 Lina,2 Vallelunga glabra,2 Vallulunga pubescente,2 Castiglione glabro,2 Tangarò,3 Scorsonera,2 Bufala rossa e nera - corta e lunga,2 Maiorcone,2 Maiorca,2 Garigliano,3 Grifoni,3 Ruscia,3 Tiradritto,3 Regina,2 Tripolino,2 Semenzella,2 Tiradritto,4 |
| Etna e Piana di Catania n. 17      | Margherito,1,2,3 Regina,2 Tripolino,2 Francesa,2 Trentino,2 Timilia,1,2,3 Martinella,2 Russello,2 Ruscia,2 Vallelunga glabra,2 Scorsonera,2 Paola,2 Bufala Nera,2 Bufala lunga,2 Maiorcone,2,3 Romano,2 Farro lunga,2 |
| Iblei n. 25                        | Trentina,1 Preziosa,1 Ruscia,1 Farri,1 Timilia,1,2,3 Tripolino,2 Sammartinara,2 Cannizzara,2 Margherito/Bidì,2,3 Inglesa,2 Urria,2 Realforte,2 Martinella,2 Farro lungo,2 Ruscia,2 Vallulunga glabra,2 Castiglione glabra,2 Scorsonera,2 Maiorca,2 Regina,2 Russello,1,2 Capeiti,3 Castiglione,3 Gigante,2,3 Farro lungo,2                                                                                       |

References: 

(1) - A. Vivona, 1934. La distribuzione geografica dei frumenti coltivati in Sicilia e loro reciproca posizione nella lotta per la conquista delle superfici. Italia Agricola.

(2) - De Cillis U., 1942. I Frumenti Siciliani. Stazjonc Spcrimcntale di Granicoltura per la Sicilia. Catania. Pubblicazione n. 9. 'l ipografia Zuccarello & Izzi: Catania, Italy, 1942; ISBN 88-7751-229-6.

(3) -  Pietro Perrino, Sicilian wheat varieties, in Die Kulturpflanze, 1º gennaio 1983. URL consultato il 22 aprile 2024.

(4) -  Maria Carola Fiore, Sebastiano Blangiforti, Giovanni Preiti, Alfio Spina, Sara Bosi, Ilaria Marotti, Antonio Mauceri, Guglielmo Puccio, Francesco Sunseri e Francesco Mercati, Elucidating the Genetic Relationships on the Original Old Sicilian Triticum Spp. Collection by SNP Genotyping, in International Journal of Molecular Sciences, vol. 23, n. 21, 2 novembre 2022,  p. 13378, DOI:10.3390/ijms232113378, ISSN 1422-0067, PMC 9694989, PMID 36362168.

## Riconoscimento e tutela
Il Ministero delle politiche agricole alimentari e forestali nel 2018 ha stabilito quali sono le varietà di grani antichi siciliani meritevoli di tutela con l'iscrizione al Registro nazionale delle varietà da conservazione di specie agrarie e delle specie ortive.
Sono state riconosciute in questo registro, dopo l'utilizzo di marcatori genetici a singolo nucleotide (Polimorfismo a singolo nucleotide), le seguenti varietà:
- 14 polazioni locali siciliane di frumento duro (Biancuccia, Castiglione glabro, Ciciredda, Faricello , Gioia, Martinella, Paola, Perciasacchi, Russello, Scorsonera, Timilia reste bianche, Timilia reste nere, Tripolino, Urrìa),
- 3 polazioni locali siciliane di frumento tenero, sempre di origine siciliana (Maiorca, Maiorcone, Romano),
- 2 varietà storiche (Bidì e Capeiti8).[27]

Il decreto ministeriale arriva a conclusione dell’iter istruttorio messo a punto dalla Commissione tecnico scientifica di valutazione istituita al dipartimento regionale dell’Agricoltura e composta dal CREA (Consiglio per la ricerca e l’analisi in agricoltura), dalla Stazione di granicoltura per la Sicilia, dal Servizio fitosanitario regionale, dalle Università di Palermo e Catania e dal Consorzio di ricerca Gian Pietro Ballatore.

## Ricerche scientifiche
... l'ampia diversità genetica che caratterizza le varietà locali siciliane e ... la diversità genetica intra-popolazione dovrebbe essere presa in considerazione quando le "varietà da conservazione" devono essere registrate nei Registri nazionali delle colture.»
(Taranto, F.et al.,  Intra- and Inter-Population Genetic Diversity of “Russello” and “Timilia” Landraces from Sicily: A Proxy towards the Identification of Favorable Alleles in Durum Wheat.)

Evoluzione delle specie di grano

In un importante studio del 2022 fatto da ricercatori del Council for Agricultural Research and Economics (CREA), dalla Stazione Consorzio Sperimentale di Granicoltura per la Sicilia, Santo Pietro, dal Consiglio Nazionale delle Ricerche (CNR) d'Italia, Istituto di Bioscienze e Biorisorse (IBBR), dal UNIRC e dall'UNIBO si gettano le basi per una determinazione molecolare e genetica del vecchio germoplasma siciliano del grano.
In una precedente ricerca del 2010 condotta da ricercatori della Stazione Consorziale Sperimentale di Granicoltura per la Sicilia, di Caltagirone in provincia di Catania si suggeriscono alcune differenze tra alcune varietà di grani duri antichi siciliani e moderne varietà di grani duri.
Nella ricerca i grani appartenevano a 4 antiche varietà di grano duro siciliano confrontate con 13 nuove varietà di grano duro siciliano.
I grani delle 4 vecchie varietà di grano siciliano studiate erano: (Cappelli, Margherito, Russello, Timilia).
I grani delle 13 nuove varietà di grano siciliano studiate erano: (Arcangelo, Catervo, Ciccio, Duilio, Iride, K26, Lesina, Mongibello, Pietrafitta, Rusticano, Sant'Agata, Simeto, Tresor).
Le differenze rilevate nella ricerca sono state:
- Le moderne varietà hanno mostrato un più alto peso (conta di 1000 semi), con una maggiore vitreosità oltre a produrre più semola.
- Le moderne varietà hanno una quantità di glutine sostanzialmente pari alle antiche varietà, con una composizione proteica leggermente maggiore rispetto ai grani duri antichi. Solo la semola di grani antichi mostrava un indice di glutine più basso con quindi anche proprietà visco-elastico diverse dalle farine dell'altro gruppo.
- Le vecchie varietà mostrano un indice alveografico W più basso (85 vs. 181 10E−4J), mentre gli altri parametri visco-elastici (P, L e G) non differiscono tra i due gruppi. In particolare il rapporto P/L non mostra differenze tra i due gruppi coerentemente con il fatto che sono entrambi grani duri. Gli impasti ottenuti con le vecchie varietà sono più morbidi e meno duri e resistenti rispetto alle moderne varietà.
- Le vecchie varietà ad un'analisi sensoriale fatta con un metodo standard per produrre pane mostra come i grani antichi abbiano una crosta più spessa con una mollica meno alveolata, con briciole più piccole e maggiore umidità.

### Resilienza dei grani antichi siciliani
In biologia e in ecologia la resilienza esprime la capacità di un sistema di ritornare a uno stato di equilibrio in seguito ad un evento perturbante; in altri termini è la capacità di un vivente di autoripararsi dopo uno stress ambientale e la capacità di riuscire a riorganizzare positivamente la propria vita nonostante situazioni ambientali difficili.

## IGP e DOP
In Sicilia da qualche tempo sta nascendo una sensibilità ed un interesse economico per le protezioni di origine di prodotti cerealicoli come per, l'unico prodotto DOP (Denominazione di Origine Protetta) ottenuto da farina di grano duro, il pane denominato: Pane di Dittaino o Pagnotta del Dittaino. Per la sua produzione sono diversi i grani che possono essere usati, questi sono elencati secondo il disciplinare di produzione:
(Pagnotta del Dittaino Dop: Riconoscimento CE: Reg. CE n. 516 del 17.06.09 (GUCE L. 155 del 18.06.09))